# 大嶋信頼
大嶋 信頼（おおしま のぶより）は、日本の心理カウンセラー、作家、経営者。株式会社インサイト・カウンセリング代表取締役。

## 経歴
米国・私立アズベリー大学心理学部心理学科卒業。
ブリーフ・セラピーのFAP療法（Free from Anxiety Program）を開発。
アルコール依存症専門病院、周愛利田クリニックに勤務する。東京都精神医学総合研究所の研究生、また嗜癖問題臨床研究所付属原宿相談室非常勤職員として依存症に関する対応を学ぶ。
嗜癖問題臨床研究所付属原宿相談室室長を経て、株式会社アイエフエフ代表取締役として勤務。
催眠や心理学に関する著書を執筆し、累計55万部を超えている。

## 著作
- 『催眠ガール』清流出版株式会社、2019
- 『催眠ガール2』清流出版株式会社、2023